# Juliet Rylance
Juliet van Kampen, connue sous le nom de scène Juliet Rylance, née le 26 juillet 1979 à Hammersmith, Londres, est une actrice britannique.

## Biographie
Juliet Rylance est la fille de Chris van Kampen et de la compositrice britannique Claire van Kampen. Elle est la belle-fille de l'acteur Mark Rylance, celui-ci ayant épousé sa mère en 1989.
En 2008, elle se marie avec Christian Camargo à New York.

## Filmographie

### Cinéma
- 2005 : Animal de Roselyne Bosch
- 2012 : Sinister de Scott Derrickson : Tracy Oswalt
- 2012 : Frances Ha de Noah Baumbach
- 2013 : Days and Nights : Eva
- 2016 : Mes vies de chien (A Dog's Purpose) : Elizabeth
- 2017 : Love After Love de Russell Harbaugh :
- 2024 : Arthur the King de Simon Cellan Jones : Helen

### Télévision
- 2013-2014 : The Good Wife (série télévisée) (Saison 5)
- 2014 : The Knick (série télévisée) : Cornelia Robertson
- 2016 : American Gothic : Alison Hawthorn
- 2018 : McMafia
- 2020 : Perry Mason (série télévisée)